# Cordicollis rufescens
Cordicollis rufescens là một loài bọ cánh cứng trong họ Anthicidae. Loài này được J. Müller miêu tả khoa học năm 1908.